# Боргезский борец
Боргезский борец, Боргезский боец, Гладиатор Боргезе (итал. Gladiatore Borghese) — условные названия античной скульптуры периода эллинизма, изображающей воина, который в стремительном движении делает выпад вперёд, вероятно сражаясь с вооружённым всадником. В левой руке у него щит, в правой — меч (щит и меч, возможно из бронзы, не сохранились). Надпись на пьедестале сообщает, что мраморная скульптура выполнена Агасием, сыном Досифея (Агасием Первым), из Эфеса около 100 г. до н. э..

## История
Мраморную скульптуру считают повторением бронзового оригинала школы Лисиппа IV в. до н. э. Это произведение несёт в себе характерные черты италийских скульпторов неоаттической школы — её создатель хорошо знал особенности работы греческих скульпторов и великолепно передал анатомические особенности фигуры «борца».
Скульптура была обнаружена в 1605 году в период правления папы Павла V из семьи Боргезе при раскопках приморского дворца императора Нерона в Анцио, к югу от Рима, и поступила в собрание племянника папы, кардинала, мецената и коллекционера произведений античного искусства Шипионе Боргезе. Во время открытия фигура была разбита на семнадцать частей. Восстановлена в 1611 году Н. Кордье, французским скульптором, работавшим в Риме. В 1613 году скульптуру установили на вилле в садах Пинчо. При реставрации скульптура была ошибочно истолкована как изображение гладиатора. Однако по положению фигуры видно, что она представляет не гладиатора, а воина, сражающегося с конным бойцом.
Знаменитый германский филолог, антиковед Ф. В. Тирш в начале XIX века, в период романтизма и доминирования литературного подхода к изобразительному искусству, предположил, что это произведение представляет собой часть скульптурной группы, изображающей героя Ахиллеса, сражающегося с конной амазонкой Пентесилеей.
На вилле Боргезе знаменитое произведение находилось в названной в его честь комнате на первом этаже, оформленной в начале 1780-х годов архитектором Антонио Аспруччи. После заключения Тильзитского мира в 1807 году в ходе Наполеоновских войн Камилло Боргезе по политическим соображениям был вынужден продать «Боргезского борца» вместе с многими другими произведениями своему шурину Наполеону Бонапарту. Скульптура была доставлена в Париж, в музей Лувра, где она сейчас и находится.

## Реминисценции в истории искусства
В XVII—XVIII веках эффектное произведение многократно копировали и воспроизводили в скульптуре, живописи и графике. Скульптура, находившаяся в то время на вилле Боргезе, оказала значительное влияние на творчество «гения римского барокко» Дж. Л. Бернини при создании им знаменитых произведений «Эней, Анхиз и Асканий» (1618—1619) и «Давид» (1623—1624). Питер Пауль Рубенс использовал движение «Боргезского борца» для фигуры «Слепая ярость» в картине из серии «История Марии Медичи».
В садах Мирабель в Зальцбурге есть две скульптурные реплики «борца». Установленные симметрично на постаментах, они образуют своеобразные пропилеи при входе в парк (1689—1695). Ещё одна пара находится в дворцовых садах Леопольдскрон (район Зальцбурга).
В эпоху классицизма и неоклассицизма, слава «Гладиатора» была такова, что трудно назвать аристократическое поместье, дворец, усадьбу или салон (особенно в Англии), где бы не находились копии скульптуры. Бронзовая отливка прославленного произведения была сделана для Карла I Английского (находится в Виндзоре), другая, созданная Юбером Ле Сёром, была главной достопримечательностью партерного парка в Уилтон-хаусе, владении графов Пембруков. Эта копия была передана 8-м графом Пембрук сэру Роберту Уолполу и является украшением зала загородного поместья Хоутон-холл (графство Норфолк). Одна из копий находилась в саду лорда Бёрлингтона в Чизвик-Хаусе, а позднее была перемещена в сады Чатсуорт-хаус в Дербишире. Такая же копия имеется в Петуорт-хаус (Западный Сассекс, Англия).
В США копия «Гладиатора» стала экспонатом «галереи поучительного искусства» Томаса Джефферсона в Монтичелло.
В 1848 году по сторонам ворот при входе во двор (курдонёр) дворца Шарлоттенбург в Берлине симметрично поставлены две реплики «Боргезского борца» с восстановленными щитами и мечами. В композиции Большого каскада в Петергофе близ Санкт-Петербурга, позолоченные бронзовые реплики «Боргезского борца», также парные, по моделям скульптора Ф. Г. Гордеева превращены в фонтаны, изображающие «бойцов-гладиаторов»: каждый одной рукой сжимает змею, другой держит опущенный пламенем вниз факел (символы побеждённой измены и окончания Северной войны).

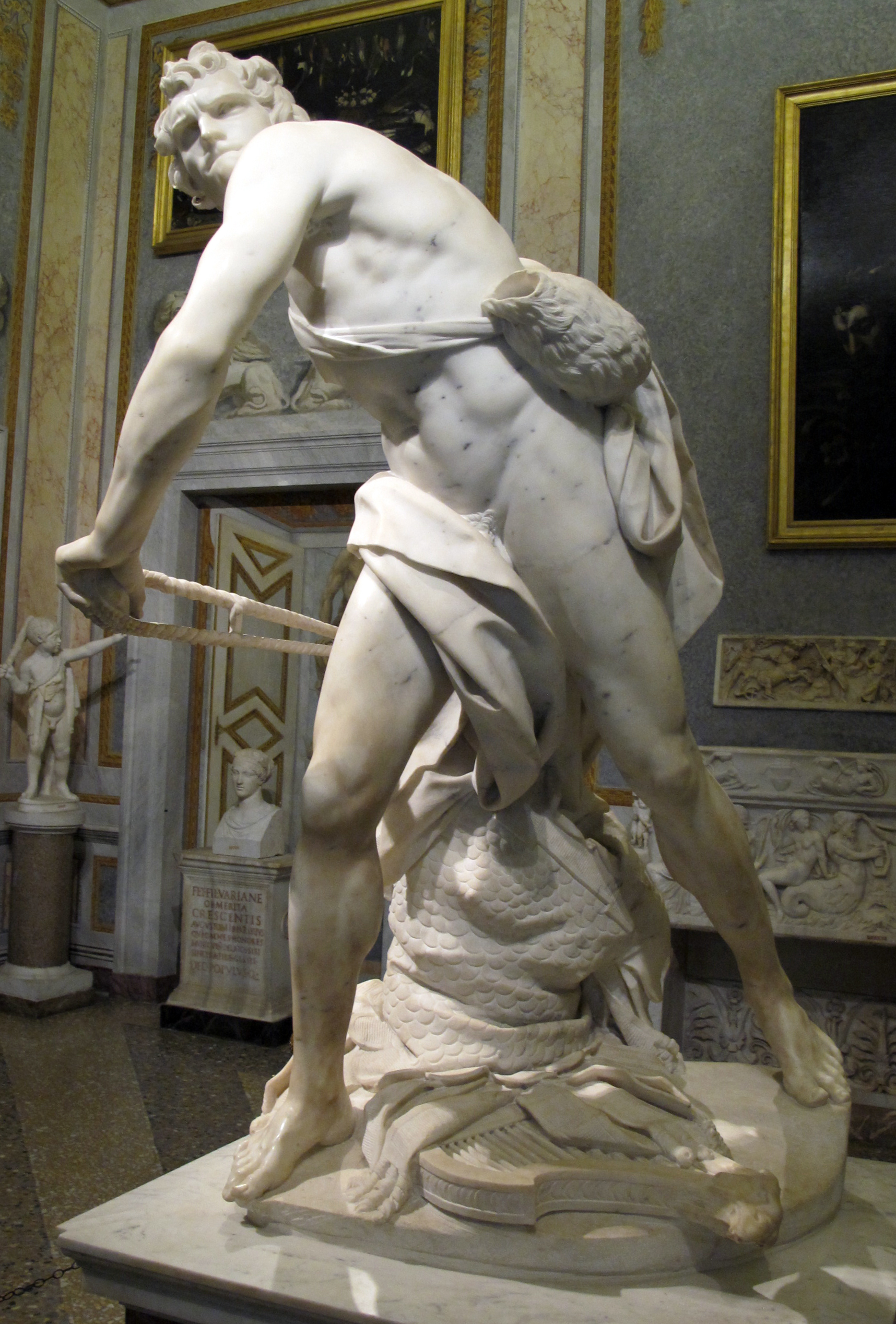
Дж. Л. Бернини. Давид. 1623—1624. Галерея Боргезе, Рим
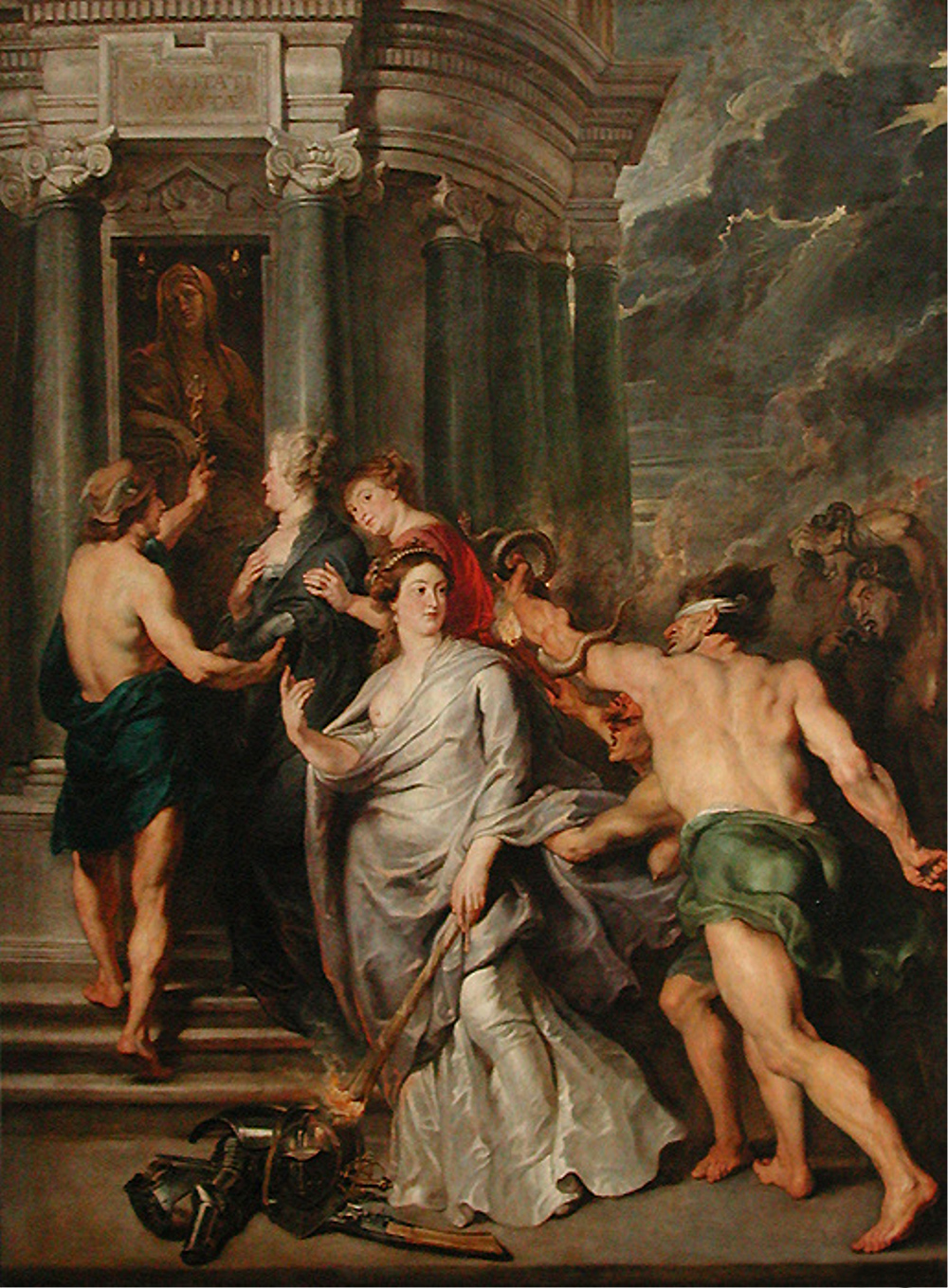
П. П. Рубенс. Заключение Анжерского мира 10 августа 1620 года. Из серии «История Марии Медичи. 1622—1625. Холст, масло. Лувр, Париж
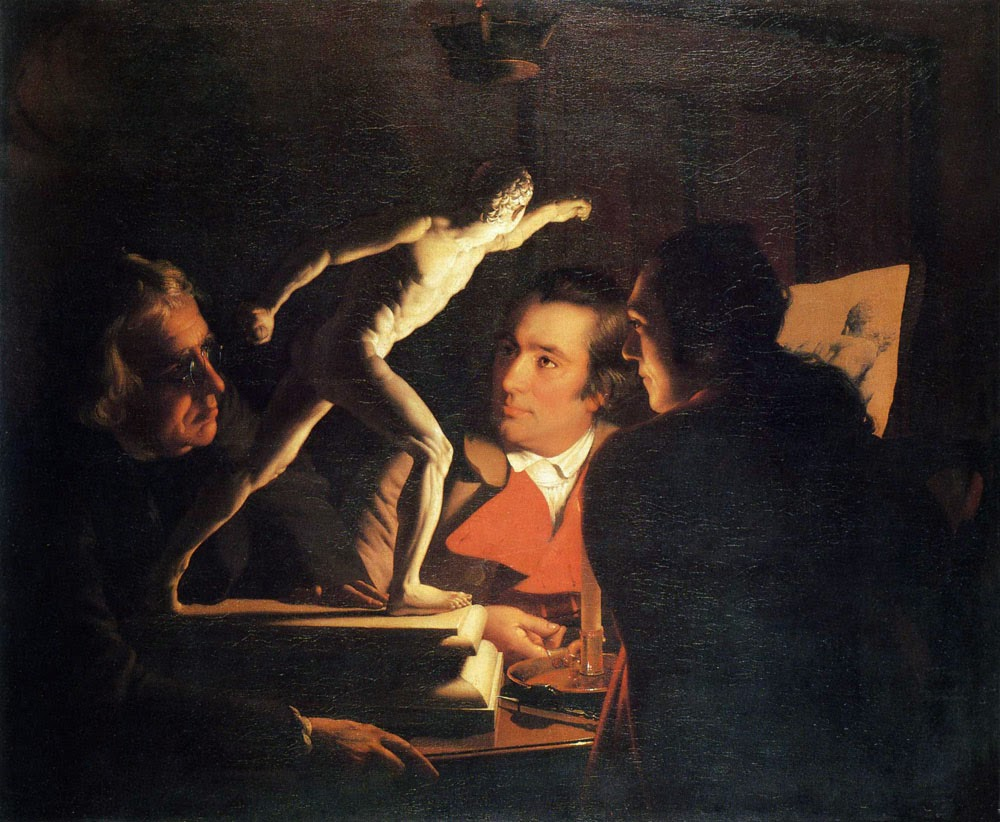
Дж. Райт из Дерби. Три человека, рассматривающие Гладиатора при свете свечи. 1765. Холст, масло. Частное собрание
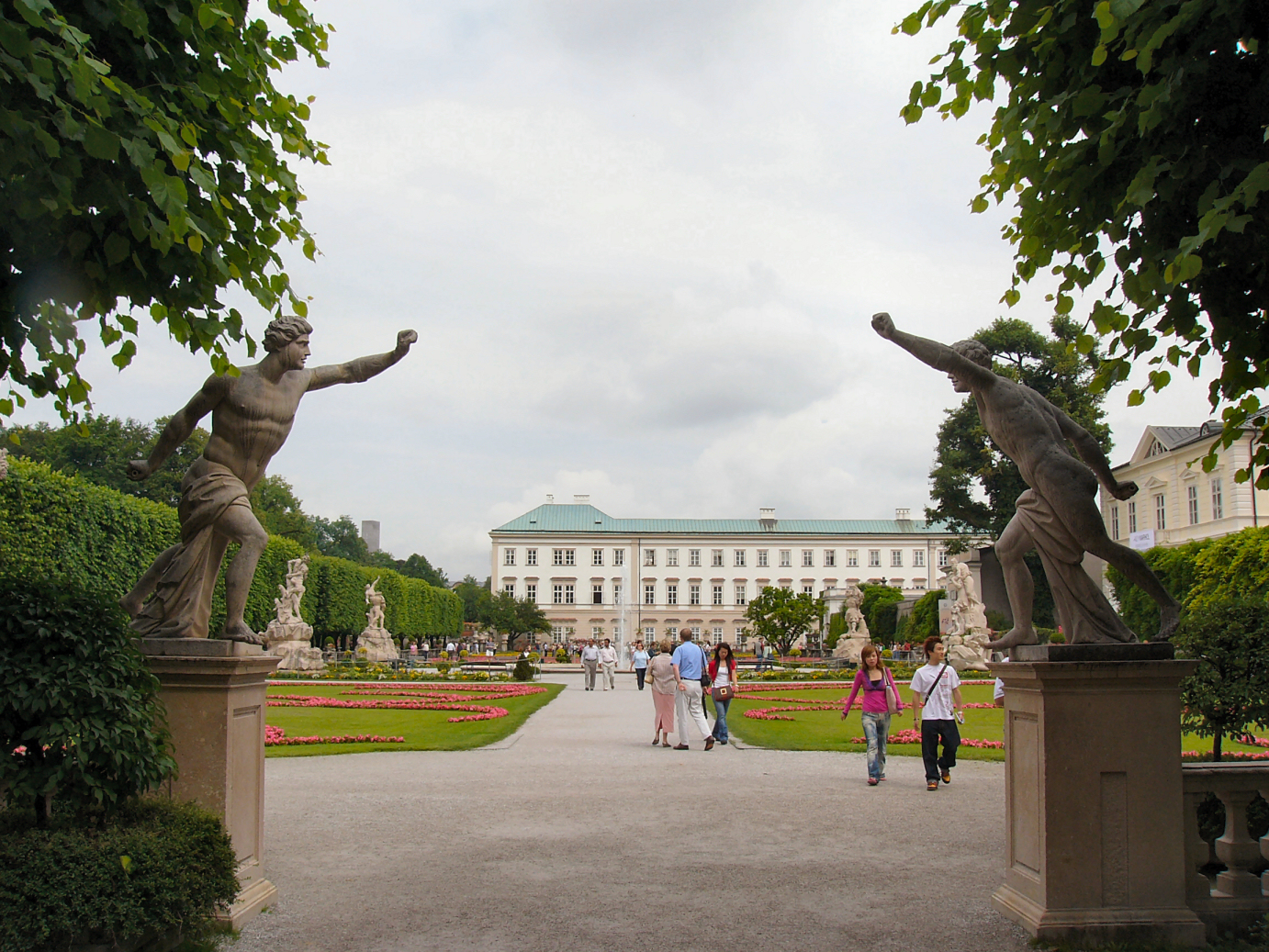
Вход в сады Мирабель, Зальцбург. 1689—1695
Шарлоттенбург, Берлин. Вход во дворец. Скульптуры установлены в 1848 г.
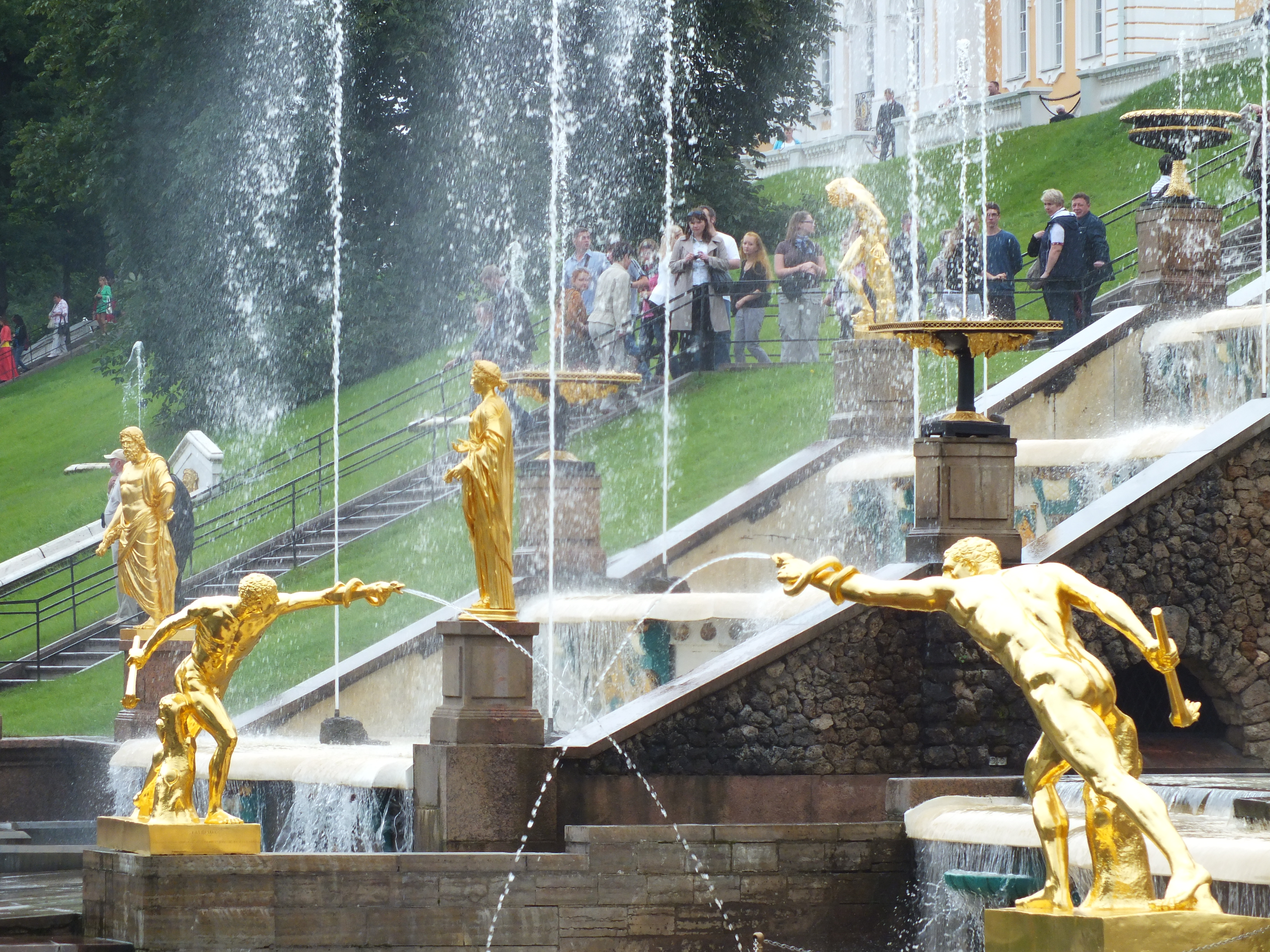
Петергоф. Скульптуры «Большого каскада». 1799—1806. Бронза, золочение